# Agyneta hedini
Espèce
Agyneta hedini est une espèce d'araignées aranéomorphes de la famille des Linyphiidae.

## Distribution
Cette espèce est endémique des États-Unis. Elle se rencontre au Colorado dans la grotte Marble Cave dans le comté de Fremont et en Arizona,.

## Description
Le mâle holotype mesure 2,02 mm et la femelle paratype 2,02 mm. Ses yeux ne sont pas réduits.

## Étymologie
Cette espèce est nommée en l'honneur de Marshal Hedin.

## Publication originale
- Paquin, Dupérré & Reddell, 2009 : A new troglobitic Agyneta from Colorado, the first description of the female of Agyneta llanoensis from Texas caves, and a classification of North American cave Linyphiidae (Araneae) as troglobites or troglophiles. Texas Memorial. Museum Speleological Monographs, no 7, p. 37-55 (texte intégral).